# Створення Єви (Мікеланджело)
«Створення Єви» (італ. Creazione di Eva) — фреска Мікеланджело Буонарроті на стелі Сікстинської капели (Ватикан), створена ним близько 1511 року. Це — сцена із «Книги Буття» (Бут. 2:18-25).

## Опис
Фреска зображує сцену створення Єви Богом із ребра Адама. Адам зображений у глибокому сні, як у Біблії вказано, зліва внизу. Бог — одягнений і величний заповнює собою фреску справа. Єва зображена в русі від Адама (з ребра якого її створено) до Бога, руки складені, як у молитві чи благанні.

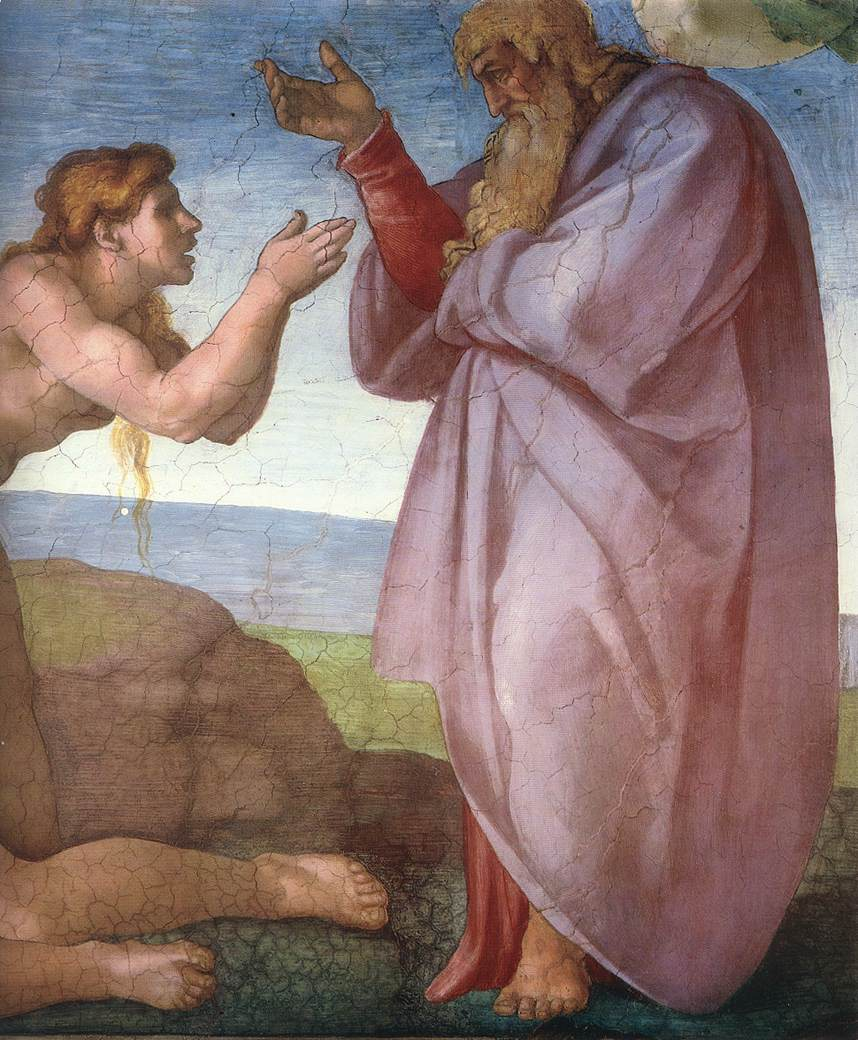
Єва та Бог (фрагмент)
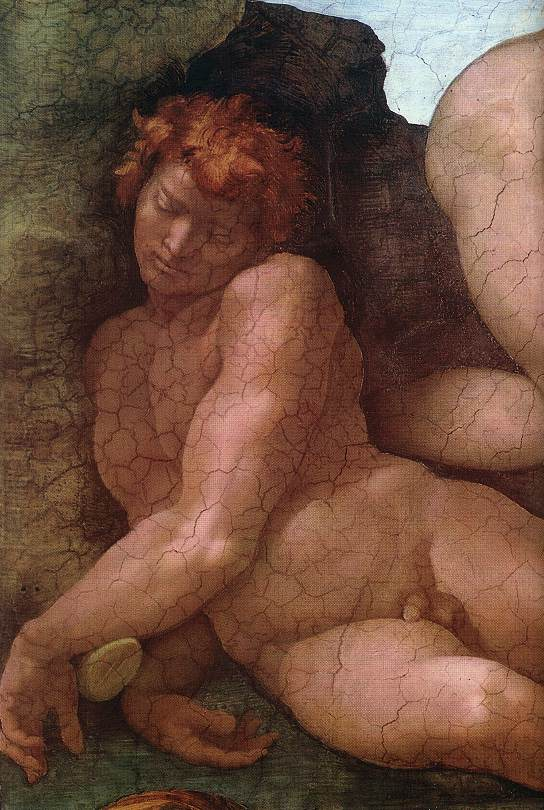
Адам (фрагмент)
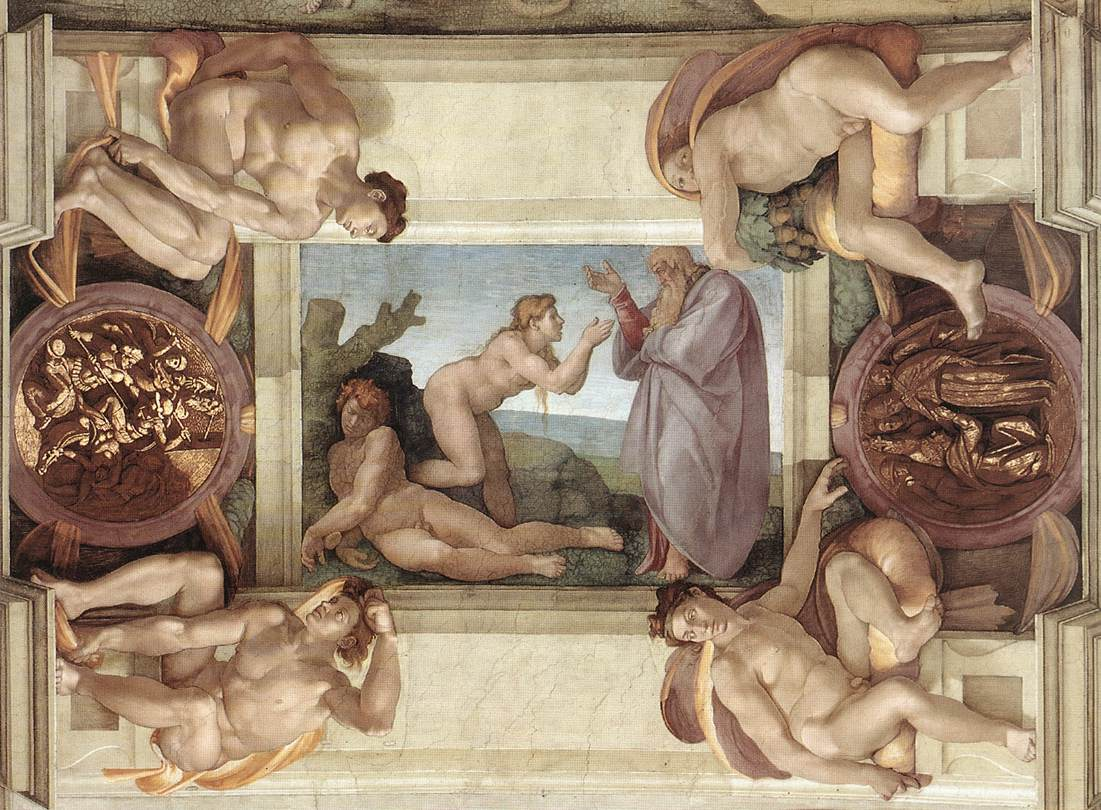
Загальний план із інюді

Сцена обрамлена чотирма оголеними юнаками (інюді) та двома медальйонами (щитами). Пози цих юнаків складніші та індивідуальніші, аніж пози інюді з початкових сцен («Сп'яніння Ноя», «Жертва Ноя»)[а]. Значення інюді є предметом суперечок (вони надто складні, щоб бути просто декоративними фігурами). Вони також більші в порівнянні.
Пара інюді над «Пророком Єзекіїлем» зображені з опущеними долу руками, які тримають стрічку з медальйоном зі сценою «Знищення племені Ахава, послідовника Ваала, або смерть Ніканора» (італ. Distruzione della tribù di Acab, seguace di Baal o Morte di Nicanor).

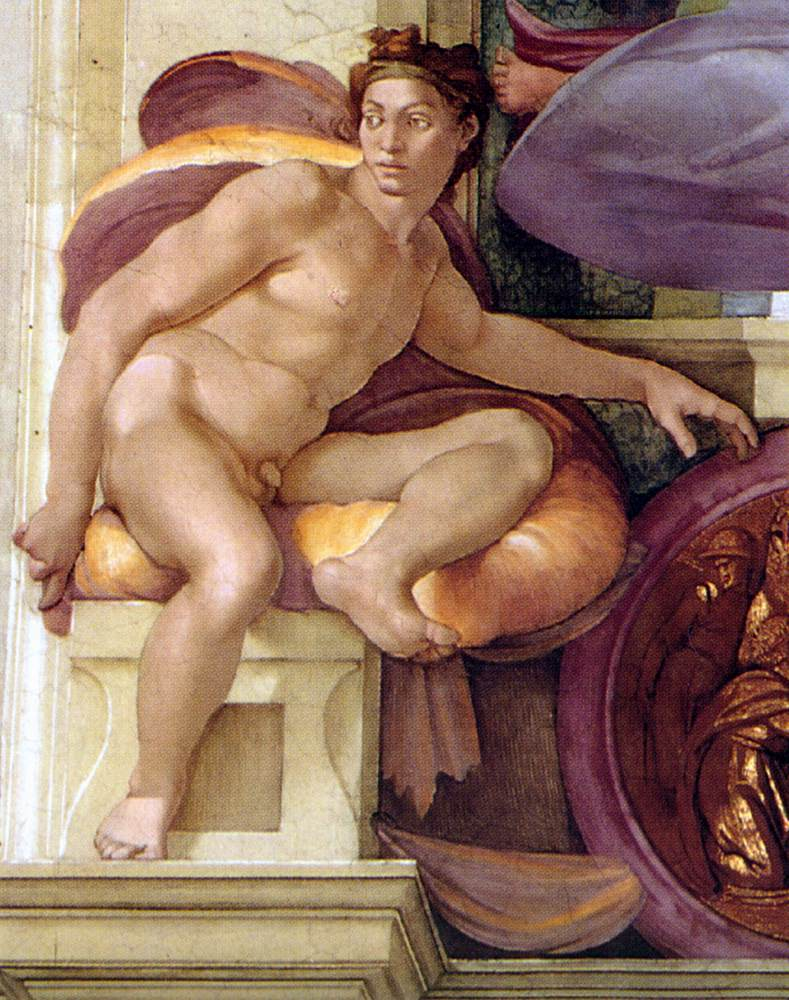
Інюді
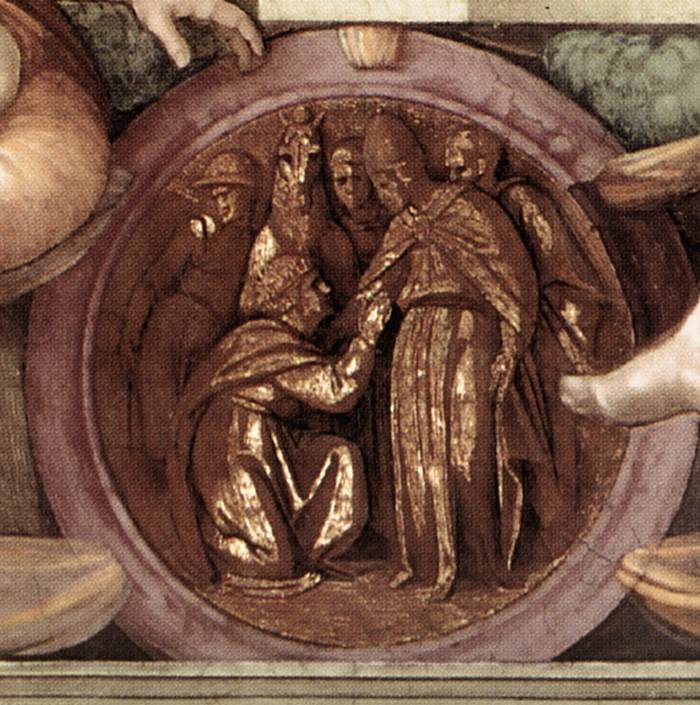
Щит
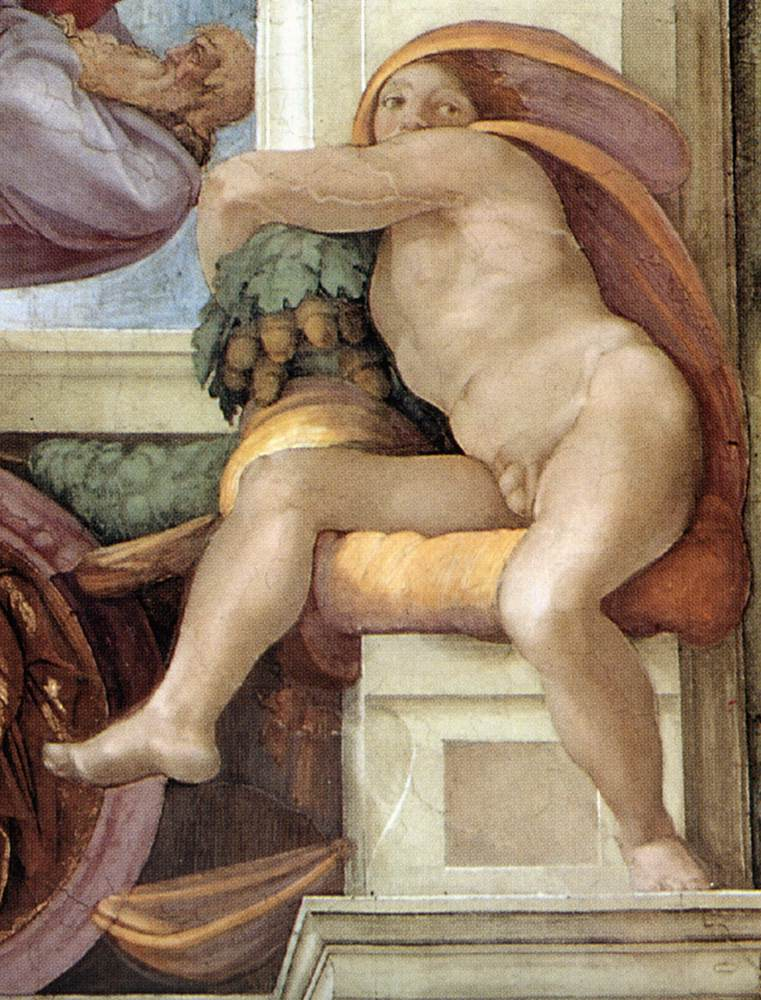
Інюді

Інша пара інюді, над «Кумською сивілою», зображена із щитом зі сценою «Давид перед пророком Натаном, або Александр Македонський перед єрусалимським первосвященником» (італ. David davanti al profeta Nathan o Alessandro davanti al gran sacerdote di Gerusalemme).

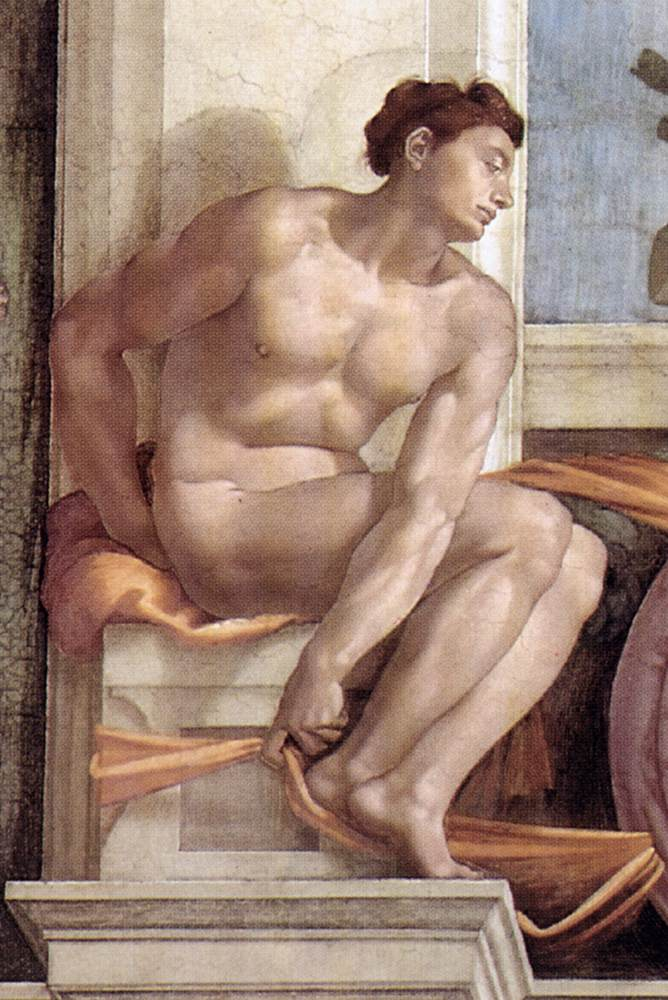
Інюді
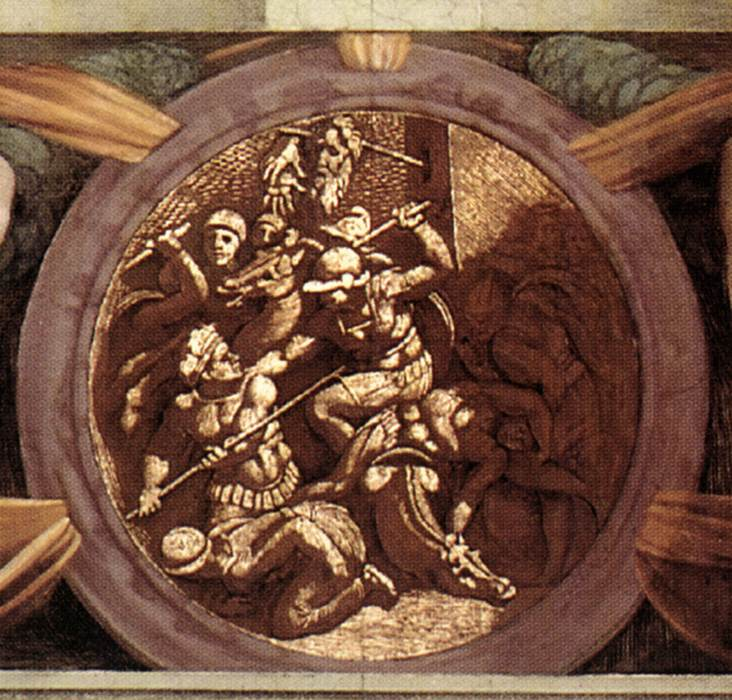
Щит
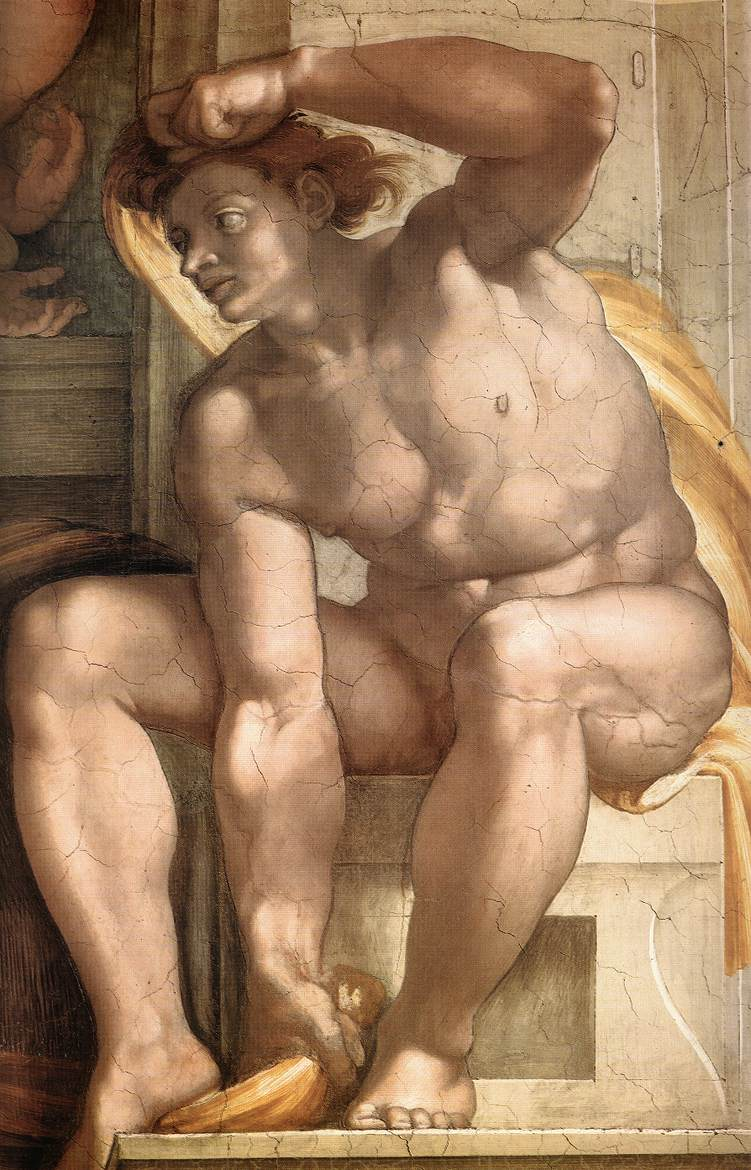
Інюді